# Stojsław
Stojsław, Stoisław, Stosław, Tosław – staropolskie imię męskie, złożone członu Stoj(i)- ("stać, stoję") oraz członu -sław ("sława"). Notowane w Polsce od 1145 roku, po raz pierwszy w formie Stojsław (Stoyslaus).
Możliwe staropolskie zdrobnienia: Stoj, Stojan, Stojanek, Stojanka (masc.), Stojek, Stojk, Stojka (masc.), Stojko, Stosz, Stojsza (masc.), Stojuch, Stoch, Stochan, Stochań, Stosz, Stoszek, Stoszel, Stoszko.
Żeńskie odpowiedniki: Stojsława, Stoisława, Tosława.
Stojsław, Stoisław, Stosław, Tosław imieniny obchodzi: 20 lipca, 22 lipca i 27 lipca.
W innych językach:
- bułgarski – Stojslav
- czeski – Stojslav
- serbsko-chorwacki – Stojslav, Stojisav, Stojislav
- słowacki – Stojslav[3].

Znane osoby noszące imię Stojsław, Stoisław, Stosław, Tosław:
- Stoislaw I z Putbus (lub z Vilmitz) – syn Racława, króla lub księcia Rugii
- Stoisław II z Vilmnitz (ur. ok. 1217) – prawdopodobnie dziad Małgorzaty Barnimówny
- Stosław Łaguna (1833–1900) – historyk prawa i mediewista, profesor Uniwersytetu w Petersburgu, członek Akademii Umiejętności